# RJ·米特
RJ·米特（英語：RJ Mitte，1992年8月21日—）是美國的一位演員、製作人和模特。他最著名的作品是AMC電視劇《絕命毒師》。他也出演眾多電影以及廣告。

## 外部連結
- RJ·米特在互联网电影资料库（IMDb）上的資料（英文）
- RJ Mitte discusses Breaking Bad at AMCtv.com
- RJ Mitte — Breaking Bad Is Good Interview with ABILITY Magazine（页面存档备份，存于）